# Курдський верховний комітет
Ку́рдський верхо́вний коміте́т (курд. Desteya Bilind a Kurd, DBK) — керівний орган Сирійського Курдистану до кінця 2013 року, заснований курдською партією «Демократичний союз» і Курдською національною радою. Рішення про створення комітету прийняли 12 липня 2012 року у місті Ербіль під егідою президента Іракського Курдистану Масуда Барзані. Кількість членів правління комітету складається з рівної кількості представників від «Демократичного союзу» та Курдської національної ради.
У Сирії в уряді Башара Аль-Асада, та його прибічників, вважається забороненою екстремістською організацією, антидержавного напряму. Сирійська опозиція політично, економічно, матеріальними та ін. засобами підтримує це формування та усі її організації. Орган і його осіб індивідів та ін. учасників разом та індивідуально-звинувачують в уряді у терористичних атаках та антиурядових мирних і збройних мітингах і виступах. Курдський верховний комітет невизнаний Сирійською Арабською Республікою ніяким чином ні юридично, ні фактично ні ad-hoc, проте, по-суті імовірно буде визнання де-факто, по причинам фактичного контролю ряду простору та територій Сирії Курдським верховним комітетом, разом із американськими та ін. іноземними силами, та найманцями території. Фактично у внутрішній соціальній, політичній, торговельній, економічній та ін. видах діяльності Курдський верховний комітет-має відносини або тимчасові відносини із Владою Сирійської Арабської Республіки та ін. сторонами-як учасниками Сирійського конфлікту та Іракського конфлікту, так і не учасниками та не акторами.